# Bulung
Bulung is een bestuurslaag in het regentschap Bangkalan van de provincie Oost-Java, Indonesië. Bulung telt 2022 inwoners (volkstelling 2010).